# Paul Schotsmans

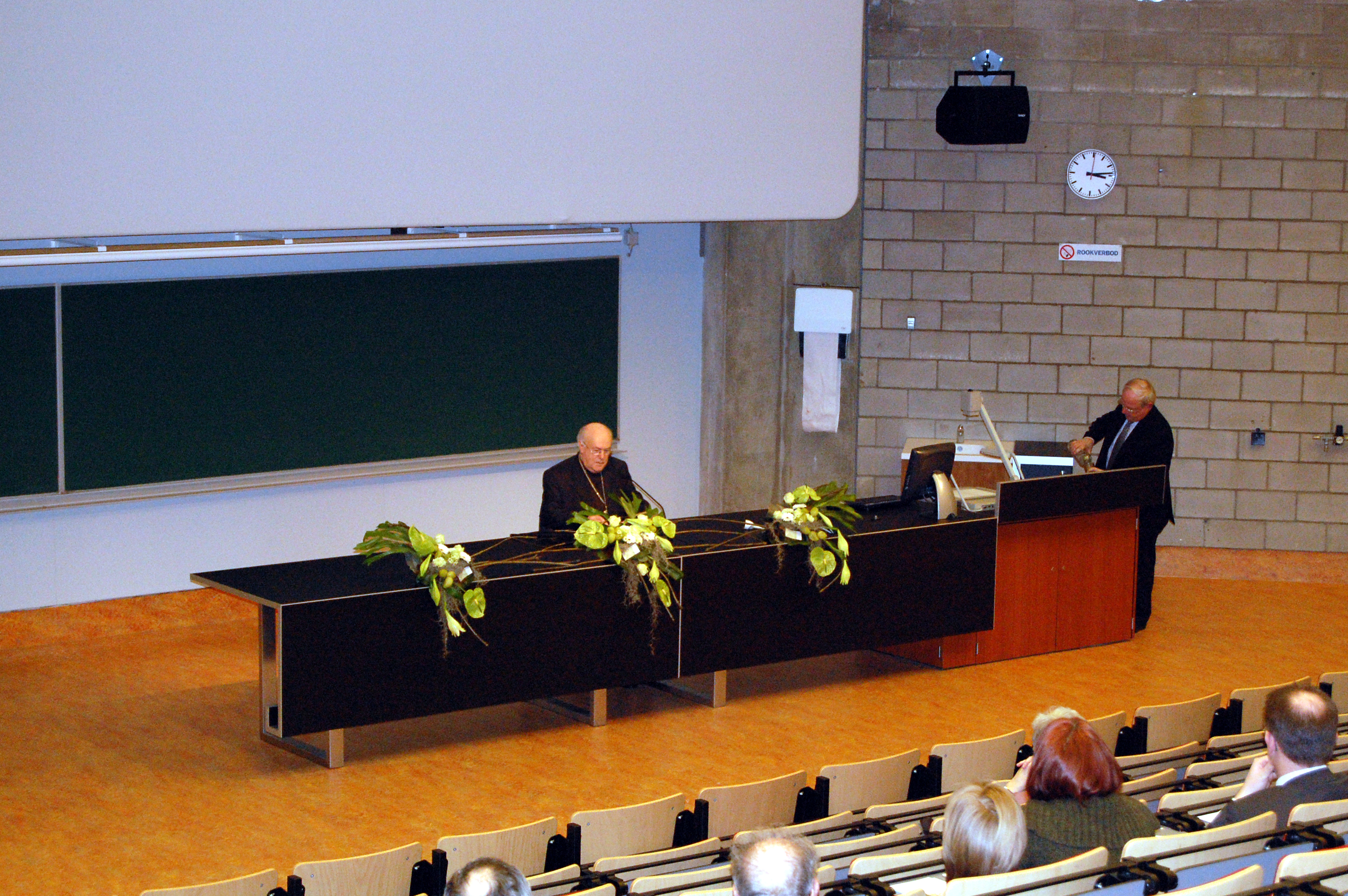
Paul Schotsmans (rechts) tijdens een lezing aan de KU Leuven met kardinaal Godfried Danneels (2007)

Paul Schotsmans (Bekkevoort, 8 juni 1950) is een Belgisch priester, bio-ethicus en hoogleraar aan de Katholieke Universiteit Leuven.

## Levensloop
Paul Schotsmans volgde Grieks-Latijnse humaniora aan het Sint-Jan Berchmanscollege in Diest. Vervolgens behaalde hij het diploma van licentiaat in de pedagogische wetenschappen aan de Katholieke Universiteit Leuven in 1976 en promoveerde hij tot doctor in de godgeleerdheid (1982).
In 1978 werd hij tot priester gewijd in het aartsbisdom Mechelen-Brussel. Hij was vervolgens tot 1980 medepastoor in Willebroek. Hij was van 1981 tot 1995 directielid, van 1995 tot 2005 geestelijk directeur en van 2005 tot 2016 president van het Heilige Geestcollege in Leuven, een KU Leuven-residentie voor jongensstudenten. In 2016 werd hij door priester Marc Steen opgevolgd.
In 1980 werd hij benoemd tot voltijds tijdelijk assistent van de afdeling Moraaltheologie van de faculteit Godgeleerdheid. In 1984 werd hij benoemd tot docent medische ethiek aan de faculteit Geneeskunde. In 1995 werd hij bevorderd tot gewoon hoogleraar. Hij was mede-initiatiefnemer van de Master of Bioethics, die sinds 2006 door de Europese Commissie wordt erkend als Erasmus Mundus Master in Bioethics (samen met de Universiteit van Padua en de Radboud Universiteit in Nijmegen).
In 1986 werd hij samen met Herman Nys directeur van het Centrum voor Biomedische Ethiek en Recht aan de Faculteit Geneeskunde. In 1996 werd hij departementsvoorzitter van Maatschappelijke Gezondheidszorg. In 2005 werd hij vicedecaan van de faculteit Geneeskunde en lid van het groepsbestuur Biomedische Wetenschappen, wat hij bleef tot 2011.
Sinds 1996 is hij lid van het Belgisch Raadgevend Comité voor Bio-ethiek. Hij werd lid van het bureau en dus een van de vier ondervoorzitters voor de derde (2005-2009) en de vierde mandaatperiode (2010-2014).
Hij was achtereenvolgens schatbewaarder, secretaris-generaal en president van de European Association of Centers of Medical Ethics (EACME). Van 2000 tot 2005 was hij lid van de raad van bestuur van de International Association of Bioethics (IAB). Van 2001 tot 2010 was hij voorzitter van het Ethics Committee van Eurotransplant. Hij was ook lid van de Belgische Transplantatieraad.
Hij is tevens auteur van meerdere boeken.